# Annot
Annot är en kommun i departementet Alpes-de-Haute-Provence i regionen Provence-Alpes-Cote d'Azur i sydöstra Frankrike. Kommunen ligger  i kantonen Annot som ligger i arrondissementet Castellane. År 2022 hade Annot 1 013 invånare.

## Befolkningsutveckling
Antalet invånare i kommunen Annot
Referens: INSEE